# Баррондо, Хосе Алехандро
Хосе Алехандро Баррондо Сук (исп. José Alejandro Barrondo Xuc; род. 16 сентября 1996) — гватемальский легкоатлет, специалист по спортивной ходьбе. Выступает на профессиональном уровне с 2013 года, обладатель бронзовой медали Панамериканских игр, победитель и призёр ряда крупных международных стартов, участник летних Олимпийских игр в Токио.

## Биография
Хосе Алехандро Баррондо родился 16 сентября 1996 года в городе Сан-Кристобаль-Верапас департамента Альта-Верапас, Гватемала. Выходец из семьи с богатыми спортивными традициями, приходится кузеном титулованным гватемальским ходокам Эрику Баррондо и Бернардо Баррондо.
Впервые заявил о себе в лёгкой атлетике на международном уровне в сезоне 2013 года, когда вошёл в состав гватемальской сборной и выступил на домашнем Панамериканском кубке по спортивной ходьбе в Гватемале, где в гонке юниоров на 10 км занял 12-е место. Позднее в ходьбе на 10 000 метров стартовал на юношеском мировом первенстве в Донецке, финишировал четвёртым на юниорском панамериканском первенстве в Медельине.
В 2015 году был пятым среди юниоров на Панамериканском кубке в Арике, вторым на юниорском первенстве Центральной Америки и Карибского бассейна в Сан-Сальвадоре.
В 2016 году в дисциплине 20 000 метров выиграл молодёжное первенство NACAC в Сан-Сальвадоре.
В 2017 году в ходьбе на 20 км одержал победу на чемпионате Гватемалы, стал седьмым на Панамериканском кубке в Лиме, занял 40-е место на чемпионате мира в Лондоне.
В 2018 году был третьим на чемпионате Гватемалы и шестым на Центральноамериканских и Карибских играх в Барранкилье, участвовал в командном чемпионате мира в Тайцане.
В 2019 году завоевал бронзовую награду на Панамериканских играх в Лиме, уступив на финише 20 км только эквадорцу Брайану Пинтадо и бразильцу Кайо Бонфиму. На чемпионате мира в Дохе был дисквалифицирован за нарушение техники ходьбы.
Выполнив олимпийский квалификационный норматив (1:21:00), удостоился права защищать честь страны на летних Олимпийских играх 2020 года в Токио — в ходе прохождения дистанции 20 км получил дисквалификацию, не показав никакого результата.
В 2022 году стал четвёртым на чемпионате Центральной Америки в Сан-Сальвадоре, стартовал на чемпионате мира в Орегоне.
В 2023 году отметился выступлением на Центральноамериканских и Карибских играх в Сан-Сальвадоре, показал 31-й результат на чемпионате мира в Будапеште и седьмой результат на Панамериканских играх в Сантьяго, тогда как на международном старте в Ла-Корунье установил свой личный рекорд в ходьбе на 20 км — 1:19:42.
В 2024 году участвовал в командном чемпионате мира в Анталье, квалифицировался на Олимпийские игры в Париже.